# Teofan (Gawriłow)

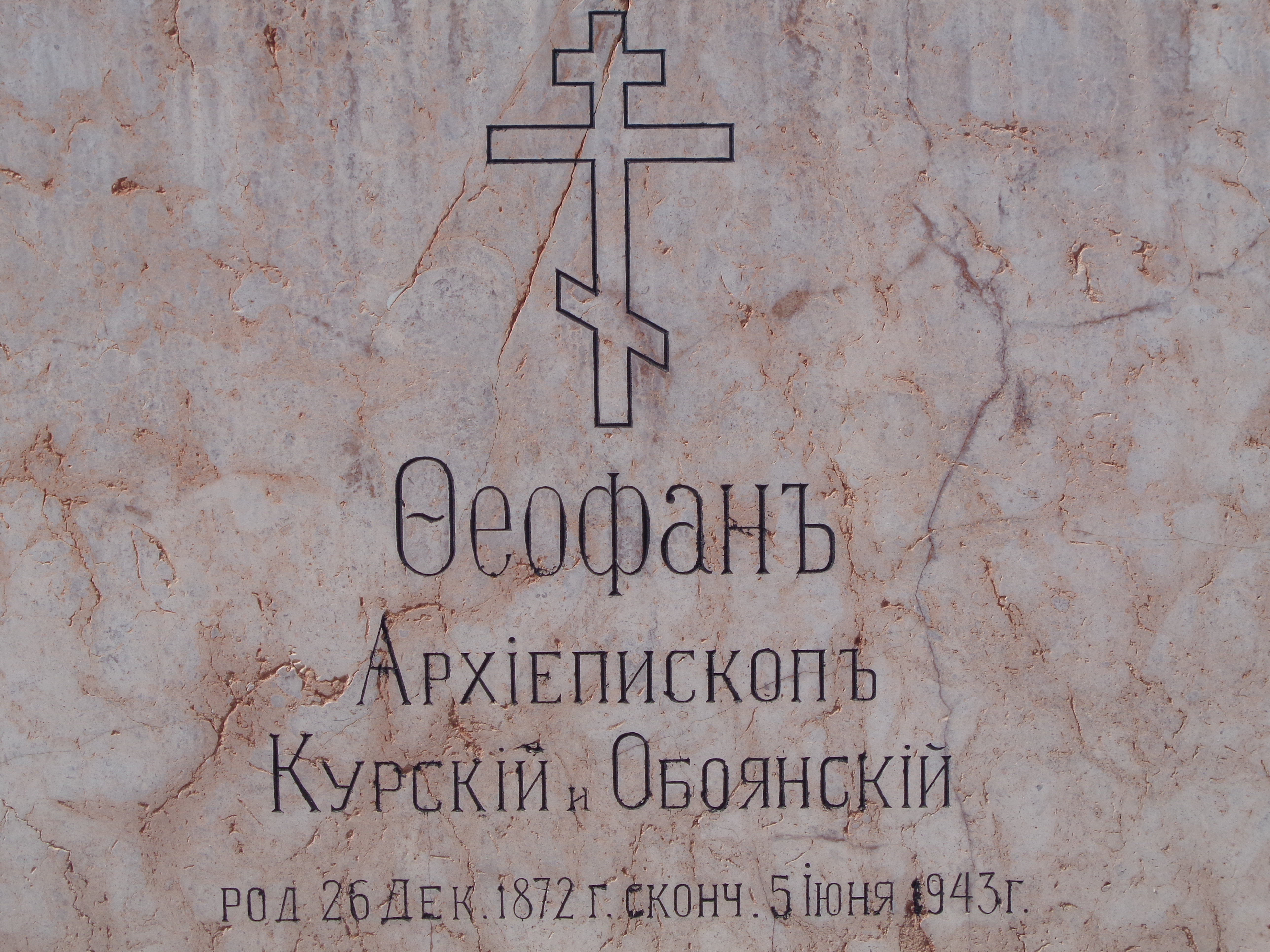

Teofan, imię świeckie Fiodor Gieorgijewicz Gawriłow (ur. 14 grudnia?/26 grudnia 1872, zm. 1943 w Belgradzie) – rosyjski biskup prawosławny.

## Życiorys
W 1893 ukończył seminarium duchowne w Orle. Pracował jako nauczyciel w szkołach ludowych, zaś w 1897, jako mężczyzna żonaty, został wyświęcony na kapłana. W 1902, będąc już wdowcem, podjął studia w Kijowskiej Akademii Duchownej. W czasie studiów złożył wieczyste śluby mnisze. W 1906 ukończył Akademię z tytułem kandydata nauk teologicznych i został zatrudniony w szkole duchownej w Bieżecku jako pomocnik nadzorcy. W 1908 został inspektorem Wołyńskiego Seminarium Duchownego w Żytomierzu, zaś od 1910 do 1913 był rektorem seminarium duchownego w Witebsku.
15 grudnia 1913 w Kursku odbyła się jego chirotonia na biskupa rylskiego, wikariusza eparchii kurskiej. W 1917 został biskupem kurskim i obojańskim. Po rewolucji październikowej zbiegł za granicę, wywożąc z Pustelni Korzennej w swojej eparchii Kursko-Korzenną Ikonę Matki Bożej „Znak”. Następnie objeżdżał razem z nią parafie rosyjskie w Europie Zachodniej. Wszedł w skład Synodu Rosyjskiego Kościoła Prawosławnego poza granicami Rosji. Zmarł w 1943 w Belgradzie.